# La Porte du large
Pour plus de détails, voir Fiche technique et Distribution.
La Porte du large est un film français de Marcel L'Herbier sorti en 1936.

## Synopsis
Le commandant Vilette dirige l'école navale de Brest. Parmi les aspirants se trouve son fils Pierre. Un ami de Pierre, l'aspirant Paillard, est un élève assez turbulent, mais il réussit dans certaines spécialités des études, aussi est-il major de l'aviation. Le commandant est venu à terre pour rejoindre Madeleine, la femme qu'il aime et avec qui il se mariera dès qu'elle aura obtenu son divorce. Or, Madeleine a rencontré Pierre qui est tombé amoureux fou d'elle. Madeleine se défend contre cet amour. Lorsqu'un soir d'exercices de vol nocturne, Pierre est désigné pour piloter l'avion, Paillard lui demande à prendre sa place. Pierre accepte et court chez Madeleine. Un accident met l'avion en péril. Le commandant, voulant sauver son fils qu'il croit à bord, est blessé et apprend que Pierre a abandonné son poste. La véritable cause de son abandon finit par être connue. Elle se dénouera par le pardon du père et le départ du fils pour une longue croisière.

## Fiche technique
- Titre : La Porte du large
- Réalisation : Marcel L'Herbier, assisté de Ève Francis, Jaque Catelain et André Alexandre
- Scénario : Charles Spaak et Marcel L'Herbier
- Dialogues : Marcel L'Herbier
- Directeur de production : Simon Schiffrin
- Costumes : Jacques Manuel
- Photographie : Armand Thirard et Louis Née
- Son : Loubet
- Montage : Henri Rust
- Musique : Michel Lévine (Michel Michelet) et Guy de Gastyne
- Société de production : Alliance Production
- Maquillage : Paule Déan
- Pays :  France
- Format : Noir et blanc - Son Monophonique - 35 mm - 1,37:1
- Durée : 105 minutes[1]
- Genre : Drame
- Date de sortie en salles :
  - France : 8 octobre 1936

## Distribution
- Victor Francen : le commandant Villette
- Jean-Pierre Aumont : Pierre Villette
- Jacques Baumer : le commandant Bovy
- Marcelle Chantal : Madeleine Level
- Roland Toutain : Paillard
- Blanche Denège : la préfète
- Noël Roquevert : Marec
- Paul Asselin : le chirurgien
- Jacques Berlioz : l'amiral